# Lilik Pál
Lilik Pál (Budapest, 1978. január 28. –) magyar labdarúgó.

## Sikerei, díjai
- Ferencvárosi TC:
  - Magyar labdarúgó-bajnokság ezüstérmes: 1998–99